# Telchinia masamba
Telchinia masamba is een vlinder uit de familie van de Nymphalidae. De wetenschappelijke naam van de soort is voor het eerst gepubliceerd in 1872 door Christopher Ward.
De soort komt voor in Madagaskar.